# Vanessa Mballa
Vanessa Hortense Mballa Atangana (* 5. Januar 1992 in Bikok, Méfou-et-Akono) ist eine kamerunische Judoka.

## Karriere
Die 171 Zentimeter große Kamerunerin nahm an den Olympischen Sommerspielen 2016 im brasilianischen Rio de Janeiro im Halbschwergewicht (bis 78 Kilogramm) teil, schied dort jedoch bereits in der ersten Runde gegen die Polin Daria Pogorzelec aus (000s3:000s0).
Erfolgreicher gestalteten sich die Teilnahmen an den Spielen der Frankophonie 2013 mit einem fünften Platz sowie an den Commonwealth Games 2014 und den Afrikaspielen 2015 jeweils mit dem Gewinn der Bronzemedaille. Mballa ist dreifache Afrikameisterin (2016 im Halbschwergewicht und der offenen Klasse sowie 2017 erneut in der offenen Klasse) und konnte sieben weitere Medaillen bei den Kontinentalmeisterschaften gewinnen.
Bei den Olympischen Spielen in Tokio verlor sie ihren Auftaktkampf gegen die Türkin Kayra Sayit.